# Nicolás Andrés Burdisso
Nicolás Andrés Burdisso (Altos de Chipión, província de Córdoba, Argentina, 12 d'abril de 1981) és un entrenador de futbol i anteriorment defensa argentí amb passaport italià.

## Trajectòria en clubs

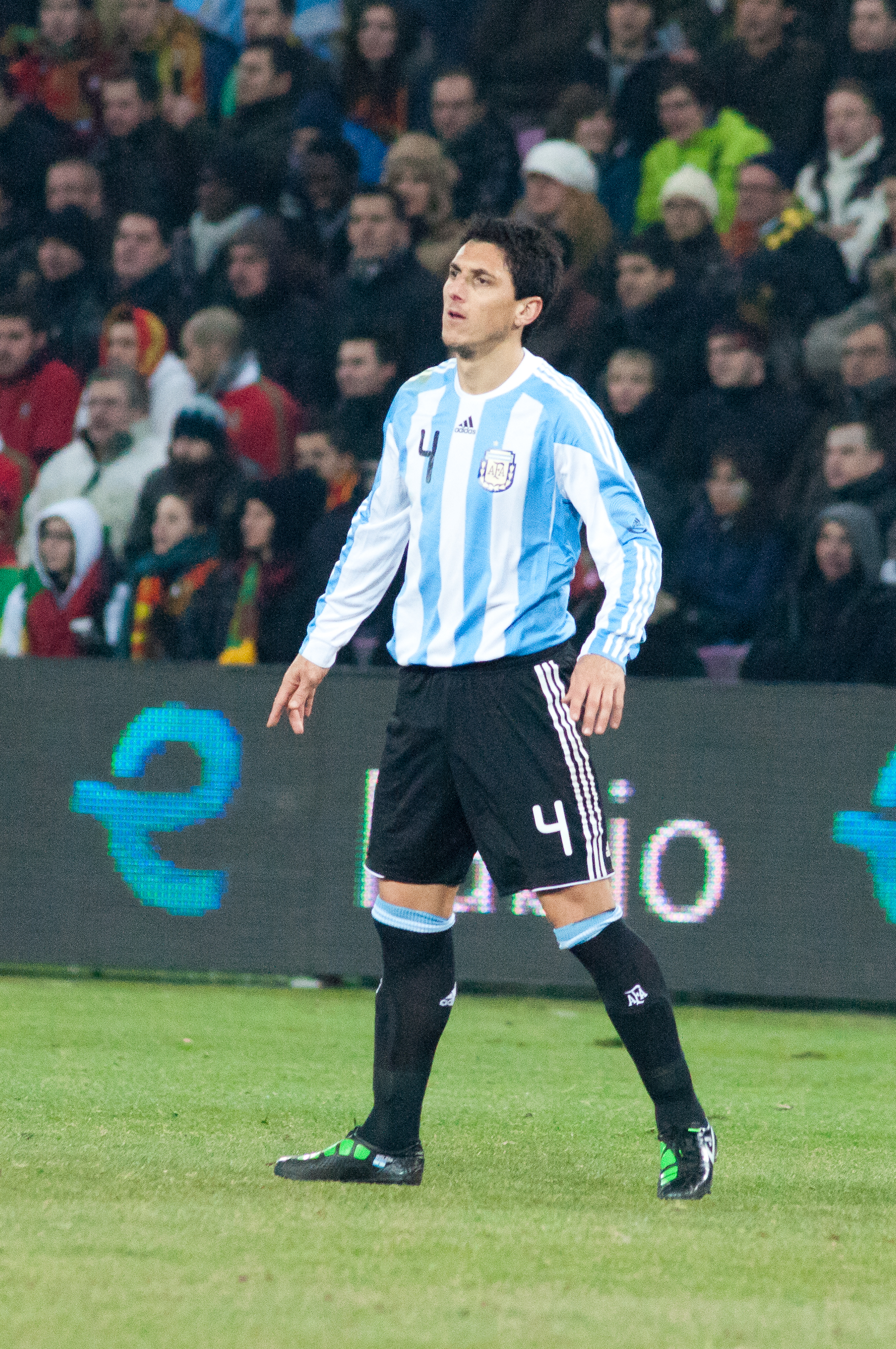
Nicolás Burdisso amb l'Argentina

.

### Boca Juniors (1999-2004)
Va debutar professionalment a la Primera Divisió Argentina amb el Boca Juniors el 10 d'octubre de 1999, en un partit contra el Instituto Córdoba (2-0). En l'equip de Buenos Aires va jugar fins a la temporada 2003-2004. Amb el Boca Juniors va guanyar 2 Campionats de la primera divisió argentina (2000 i 2003), 3 Copes dels Libertadores (2000, 2001, 2003) i 2 Copes Intercontinentals (2000, 2003). Va jugar un total de 164 partits i va marcar 6 gols.

### Inter de Milà (2004-2009)
El mes de juliol de 2004 va ser transferit a l'Inter de Milà signant un contracte de 4 anys. Va debutar a la Serie A el 22 de setembre de 2004, en un partit de local contra l'Atalanta (2-3). Burdisso no va jugar gairebé en tota la temporada 2004-2005 amb l'Inter, ja que va haver de tornar a l'Argentina perquè la seva filla va patir leucèmia. Malgrat marxar, l'Inter li va mantenir el contracte.
Superada la malaltia de la filla, en la tardor de 2005, Burdisso va tornar a l'Inter. Va debutar novament el 16 d'octubre de local contra l'AS Livorno (5-0) i l'afició del Giuseppe Meazza el va ovacionar amb un llarg aplaudiment en la seva entrada al terreny de joc.
Amb l'equip neroazzuro ha guanyat quatre campionats de lliga (2005-2006, 2006-2007, 2007-2008, 2008-2009), dues copa d'Itàlia (2005,2006) i tres supercopa italiana (2005, 2006, 2008. La temporada 2006-2007 va ser el màxim golejador de la copa d'Itàlia amb 4 gols. Amb l'Inter ha jugat un total de 139 partits oficials i ha marcat 8 gols. Com a curiositat dir que Burdisso va ser el darrer jugador que va portar el número 3 a l'esquena, dorsal retirat el 4 de setembre de 2006, arran de la mort del mític jugador interista i que també va ser-ne president del club Giacinto Facchetti.

### AS Roma (2009-2013)
L'agost del 2009, l'Inter de Milà, cedeix Nicolás Burdisso a l'AS Roma. Va debutar amb el club de la capital italiana en un partit de visitant contra el Genoa (3-2). La temporada següent, la Roma compra els drets del jugador. Amb la maglia de la Roma ha jugat 131 partits i ha marcat 6 gols.

### Genoa (2014-...)
El 23 de gener de 2014 és fitxat pel Genoa per la xifra simbòlica de 1.000 euros. Amb el club rossoblù va debutar el 26 de gener, en un partit de visitant contra l'ACF Fiorentina (3-3). El mes de febrer del 2015, es converteix en el capità del Genoa. El 22 de juny de 2015, renova per dos anys.

## Internacional
Va debutar amb la selecció de futbol de l'Argentina en un partit amistós contra Hondures jugat a San Pedro Sula el 31 de gener del 2003. L'estiu del 2004 va ser convocat amb la selecció sub-23 per jugar els Jocs Olímpics d'Atenes, on Argentina va guanyar la medalla d'or i Burdisso va jugar en tres partits. L'any 2006 va ser convocat per la Copa del Món de Futbol d'Alemanya, on va jugar tres partits, i el 2010 per la Copa del Món de Futbol de Sud-àfrica, on va jugar 5 partits.
Amb l'Argentina també ha jugat la Copa Amèrica de futbol, les edicions del 2007 a Veneçuela (1 partit) i l'edició del 2011 a Argentina (4 partits).
La seva darrera participació amb la selecció argentina va ser 15 de novembre de 2011, en un partit jugat per la classificació de la Copa del Món de futbol 2014 contra Colòmbia on es va lesionar i no va poder jugar a pilota durant 8 mesos.

## Palmarès

### Campionats nacionals
| Títol              | Club         | País      | Any     |
| ------------------ | ------------ | --------- | ------- |
| Torneig Apertura   | Boca Juniors | Argentina | 2000    |
| Torneig Apertura   | Boca Juniors | Argentina | 2003    |
| Serie A            | Inter        | Itàlia    | 2005-06 |
| Copa italiana      | Inter        | Itàlia    | 2005    |
| Supercopa italiana | Inter        | Itàlia    | 2005    |
| Copa italiana      | Inter        | Itàlia    | 2006    |
| Supercopa italiana | Inter        | Itàlia    | 2006    |
| Serie A            | Inter        | Itàlia    | 2006-07 |
| Serie A            | Inter        | Itàlia    | 2007-08 |
| Supercopa italiana | Inter        | Itàlia    | 2008    |
| Serie A            | Inter        | Itàlia    | 2008-09 |

### Campionats internacionals
| Títol                    | Equip (*)    | País      | Any  |
| ------------------------ | ------------ | --------- | ---- |
| Copa Libertadores        | Boca Juniors | Argentina | 2000 |
| Copa Intercontinental    | Boca Juniors | Argentina | 2000 |
| Copa Libertadores        | Boca Juniors | Argentina | 2001 |
| Mundial juvenil          | Argentina    | Argentina | 2001 |
| Copa Libertadores        | Boca Juniors | Argentina | 2003 |
| Copa Intercontinental    | Boca Juniors | Argentina | 2003 |
| Preolímpic sud-americà   | Argentina    | Argentina | 2004 |
| Medalla d'or Atenes 2004 | Argentina    | Argentina | 2004 |

(*) Incloent la selecció